# مزگر (کلیبر)
مزگر یکی از روستاهای استان آذربایجان شرقی است که در دهستان میشه‌پاره بخش مرکزی شهرستان کلیبر واقع شده‌است.
"دهی از دهستان میشه پاره است که در بخش مرکزی شهرستان کلیبر واقع است و ۳۰۴ تن سکنه دارد. (از فرهنگ جغرافیایی ایران ج ۴)."
نام های قدیمی این روستا عبارتند از: مسگر،موزگر،مژگور،مازگار،و...
در عبارت ها آمده که ساکنان این روستا ارمنی بودند ولی بعد ها مهاجرت کردند و نام این روستا که مژگور بود به مزگر تغییر یافت.

## مزگر
درآمد این روستا از کشاورزی و دامپروری و زنبور عسل بوده‌است . که متاسفانه در سال 1400 کشاورزی حذف شده است و به دلیل منابع انسانی در این کشور کشاورزی به هیچ تبدیل شده است و مردم در حال حاضر از دامداری و تبدیل شیر به لبنیات مختلف زندگی خود را میگذرانند 
مزگر روستایی با منابع جنگلی بیشمار همواره در حال نابودیست همانند اکثر روستا های همجوار 
چرا که مردمان ساکن روستای مزگر به دلیل نبود درآمد مجبور به ترک ان هستند 
اما سالانه عده‌ای مازگری از شهر های مختلف ایران به سرزمین مادری خود یعنی مازگر برمیگردند تا تعطیلات زیبایی را تجربه کنند و شاید بتوانند پرچم زیبایی مازگر را بالا ببرند 
ییلاق معروف این روستا بنام دیر که مورد توجه ایلات و عشایر منطقه بوده است.